# Dhruv Uday Singh
Pour les articles homonymes, voir Singh.
Dhruv Uday Singh est un acteur américano-indien. Il est connu pour incarner Raj dans la série Good Trouble (2019-2021).

## Filmographie

### Cinéma
- 2018 : Pandas in New York : Rishi
- 2020 : Lucky : Ted[2]

### Télévision
- 2015 : The Brat Cave : Drury
- 2015 : Filthy Preppy Teen$ : Whatever
- 2015-2016 : Sahib Biwi Aur Boss : Vinod Khanna (135 épisodes)
- 2016 : Bajillion Dollar Propertie$ : Londale
- 2016 : Childrens Hospital : Médecin
- 2017 : Throwing Shade : Employé 1 / Guy 3
- 2017 : Adam Ruins Everything : l'ambulancier
- 2017 : Do You Want to See a Dead Body? : le chirurgien plasticien
- 2018 : Funny or Die TV : le présentateur de FODTV
- 2018 : 30 and Booked : Dominic
- 2018 : Experts* : Dr. Farhad Dehlvi
- 2019 : Single Parents : Coach Floyd
- 2019 : The Power Couple : White Collar (6 épisodes)
- 2020 : Prodigal Son : Vijay Chandasara
- 2020 : Cake : Un arbre (voix)
- 2019-2021 : Good Trouble : Raj (29 épisodes)
- 2021 : Station 19 : Eric
- 2021 : On the Verge : Evan (8 épisodes)